# Ред-Ривер (округ, Техас)
33°37′ пн. ш. 95°03′ зх. д. / 33.62° пн. ш. 95.05° зх. д.
Округ  Ред-Ривер (англ. Red River County) — округ (графство) у штаті  Техас, США. Ідентифікатор округу 48387.

## Історія
Округ утворений 1837 року.

## Демографія
За даними перепису 2000 року загальне населення округу становило 14314 осіб, зокрема міського населення було 3631, а сільського — 10683. Серед мешканців округу чоловіків було 6895, а жінок — 7419. В окрузі було 5827 домогосподарств, 4065 родин, які мешкали в 6916 будинках. Середній розмір родини становив 2,91.
Віковий розподіл населення поданий у таблиці:
| Стать    | До 15 років | 15-21 | 22-29 | 30-39 | 40-49 | 50-65 | 65-85 | Понад 85 |
| -------- | ----------- | ----- | ----- | ----- | ----- | ----- | ----- | -------- |
| Чоловіки | 1407        | 676   | 629   | 817   | 969   | 1230  | 1050  | 117      |
| Жінки    | 1372        | 646   | 637   | 890   | 963   | 1264  | 1334  | 313      |

## Суміжні округи
- Маккертен, Оклахома — північ
- Бові — схід
- Морріс — південний схід
- Тайтус — південь
- Франклін — південний захід
- Дельта — південний захід
- Ламар — захід
- Чокто, Оклахома — північний захід

## Виноски
1. ↑  U.S. Decennial Census. United States Census Bureau. Процитовано 9 травня 2015.
2. ↑  Texas Almanac: Population History of Counties from 1850–2010 (PDF). Texas Almanac. Процитовано 9 травня 2015.
3. ↑  State & County QuickFacts. United States Census Bureau. Архів оригіналу за 18 жовтня 2011. Процитовано 23 грудня 2013.(англ.) Наведено за англійською вікіпедією.
4. ↑  American FactFinder. Бюро перепису населення США. Архів оригіналу за 26 лютого 2012. Процитовано 31 січня 2008.

| США | Це незавершена стаття з географії США. Ви можете допомогти проєкту, виправивши або дописавши її. |